# Hermann Heinrich Johann
Hermann Heinrich Johann (* 1821 in Berlin; † 1884 in Landeck in Schlesien) war ein deutscher Landschaftsmaler.
Johann war Schüler von Wilhelm Krause. Seine Werke wurden unter anderem im Rahmen der 35. Kunstausstellung der Preußischen Akademie der Künste gezeigt.

## Werke
- Landschaft mit Schnepfenjägern, Öl auf Leinwand, 1846[1]
- Märkische Gegend, Öl auf Leinwand, 1846[1]
- Motiv aus Schlesien, Winterlandschaft, 1861[2]
- Interlaken mit Grindelwald, 1864[2]
- Gegend bei Pichelsberg in der Mark, 1864[2]
- Ein märkischer Wald, 1864[2]
- Motiv aus der Mark, heraufziehendes Gewitter, 1866[2]
- Aus der Mark, Winterlandschaft, 1866[2]
- Aus Oberösterreich, Partie vom Tennengebirge, 1866[2]
- Partie aus Bayern, 1868[2]
- Aus der Umgegend von Berlin, 1868[2]
- Aus Schlesien, aufziehendes Gewitter, 1870[2]
- Der Achensee, Oberbayern, 1872[2]
- Waldwinterlandschaft aus der Mark, 1874[2]
- Sommerwaldlandschaft, 1880[2]
- Waldlandschaft, Motiv aus Schlesien, 1882[2]
- Eichenwald, 1884, Kohle auf Papier[3]
- Im Eichenwalde, 1884, Kohle auf Papier[3]
- Wolkenstudie, 1884, bleigewischt auf Papier[3]
- Taminaschlucht, Schweiz, Öl auf Leinwand, 1870